# مقبره آمینتاس

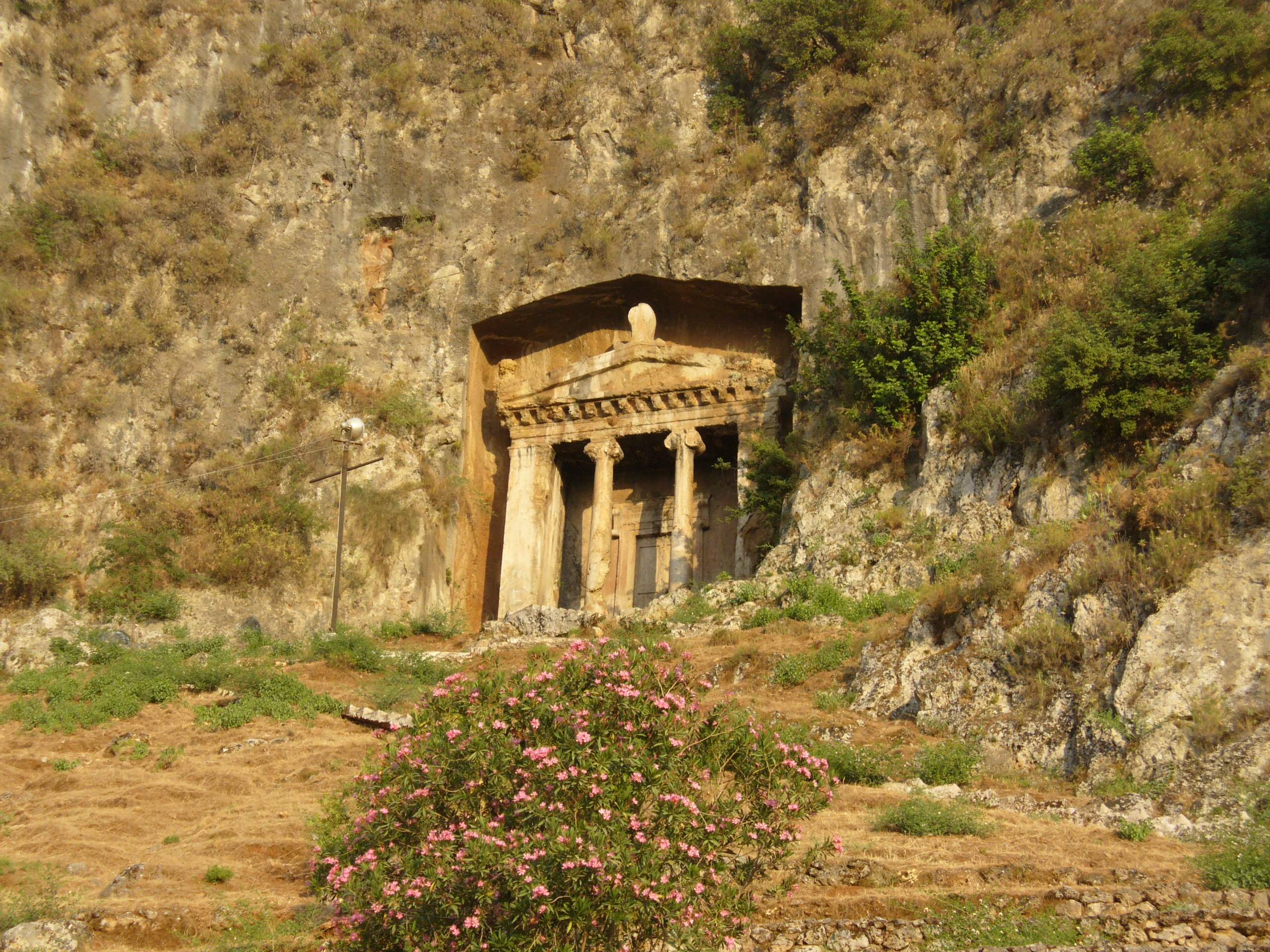
مقبره آمینتاس در فتحیه

مقبره آمینتاس، معروف به آرامگاه فتحیه، یک مقبره سنگ تراشیده شده مربوط به یونان باستان که در حال حاضر در منطقه فتحیه در استان موغله کشور ترکیه واقع است.
در محل شهر ترمسوس یونان باستان واقع شده است و مقبره آمینتاس در ضلع جنوبی شهر در دامنه کوه ، در پایه کوه واقع شده است. مقبره ای با ظاهری بسیار زیبا در ۳۵۰ سال قبل از میلاد ساخته شده است و نام آن از روی کتیبه یونانی که کنار آن نوشته شده است که روی آن به انگلیسی "Amyntou tou Ermagiou" نوشته شده است که به فارسی معنی " آمینتاس ، پسر هرماگیوس" است.
مقبره توسط لیکیان ، مردمی که در آن زمان در این منطقه از ترکیه زندگی می کردند ، ساخته شده است . مردمان لیکیان هرگز عضو یک کشور خاص نبودند ، بلکه یک کنفدراسیون از دولت های شهر مستقل بودند که شامل تلمسوس بود.

## نگارخانه

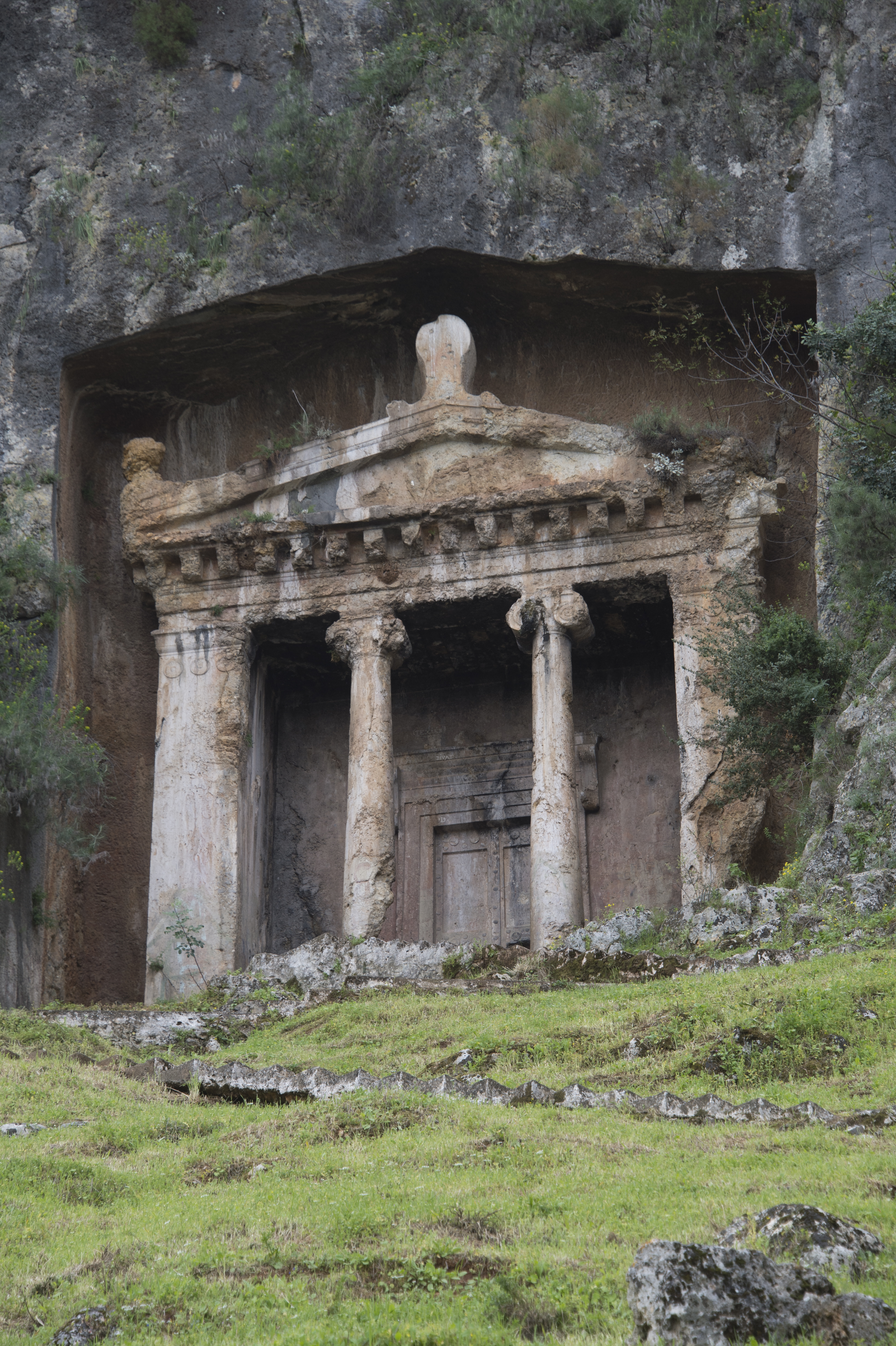
سنگ فتحیه مقبره آمینتاس
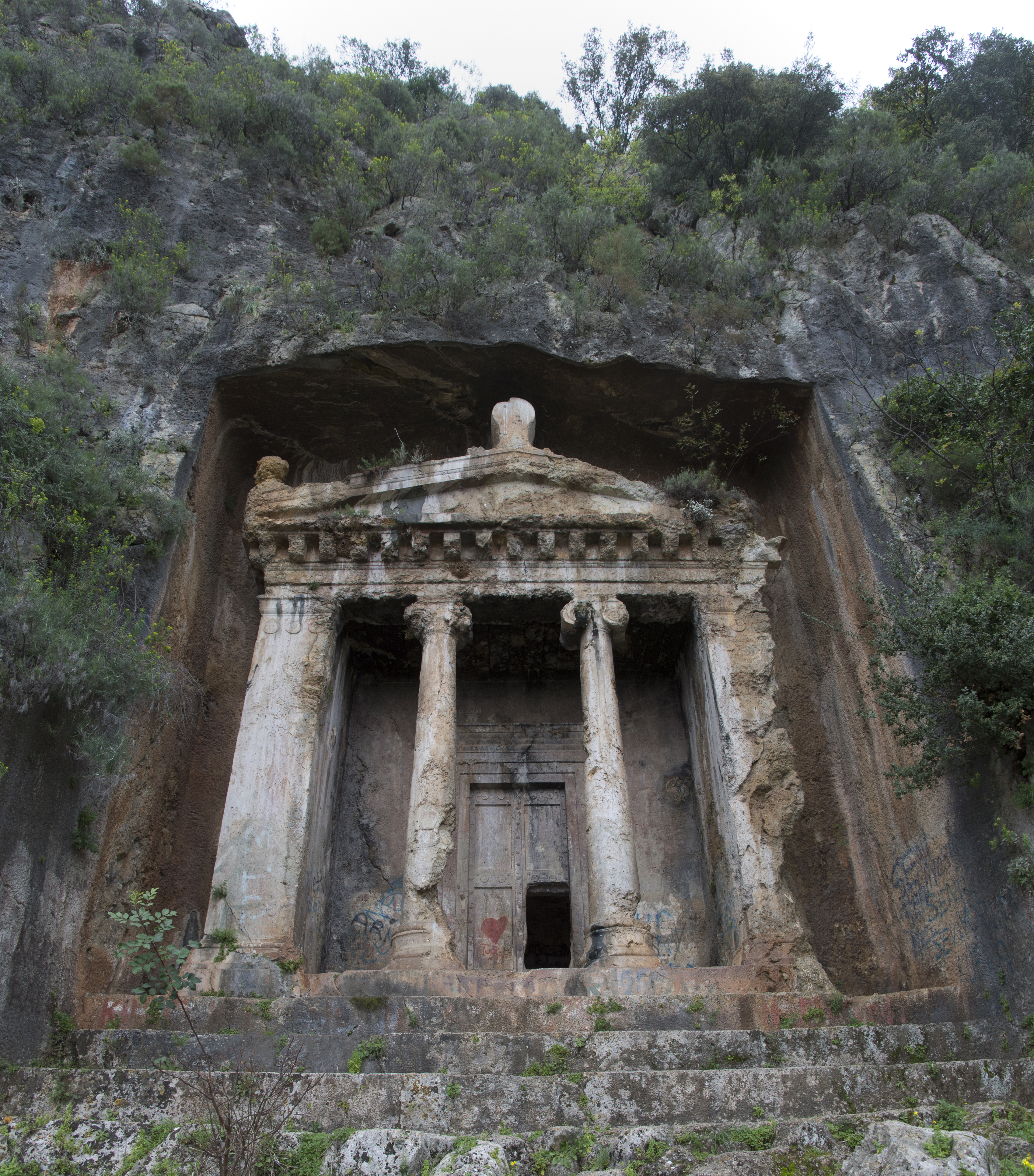
سنگ فتحیه مقبره آمینتاس
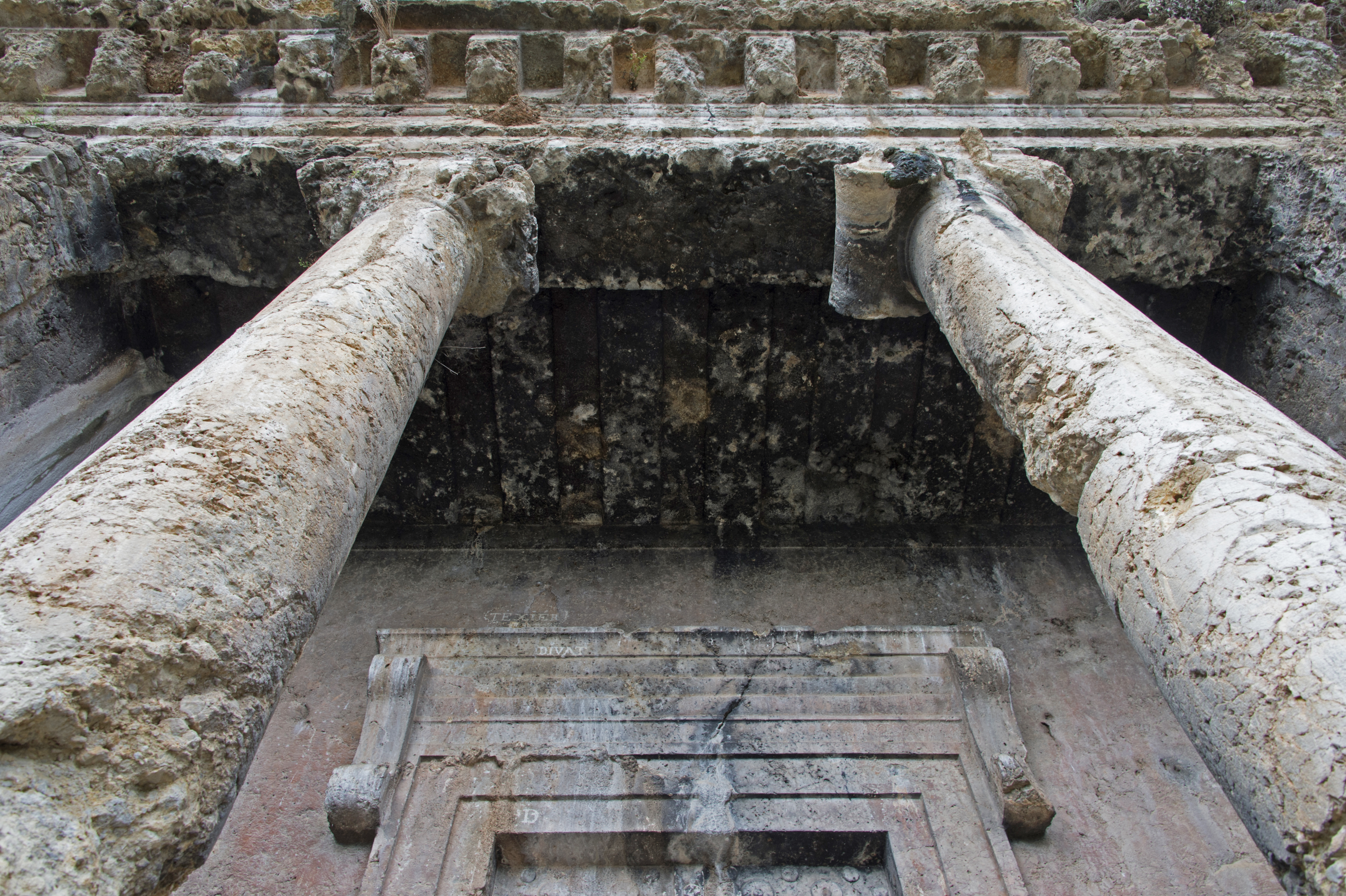
سنگ فتحیه مقبره آمینتاس
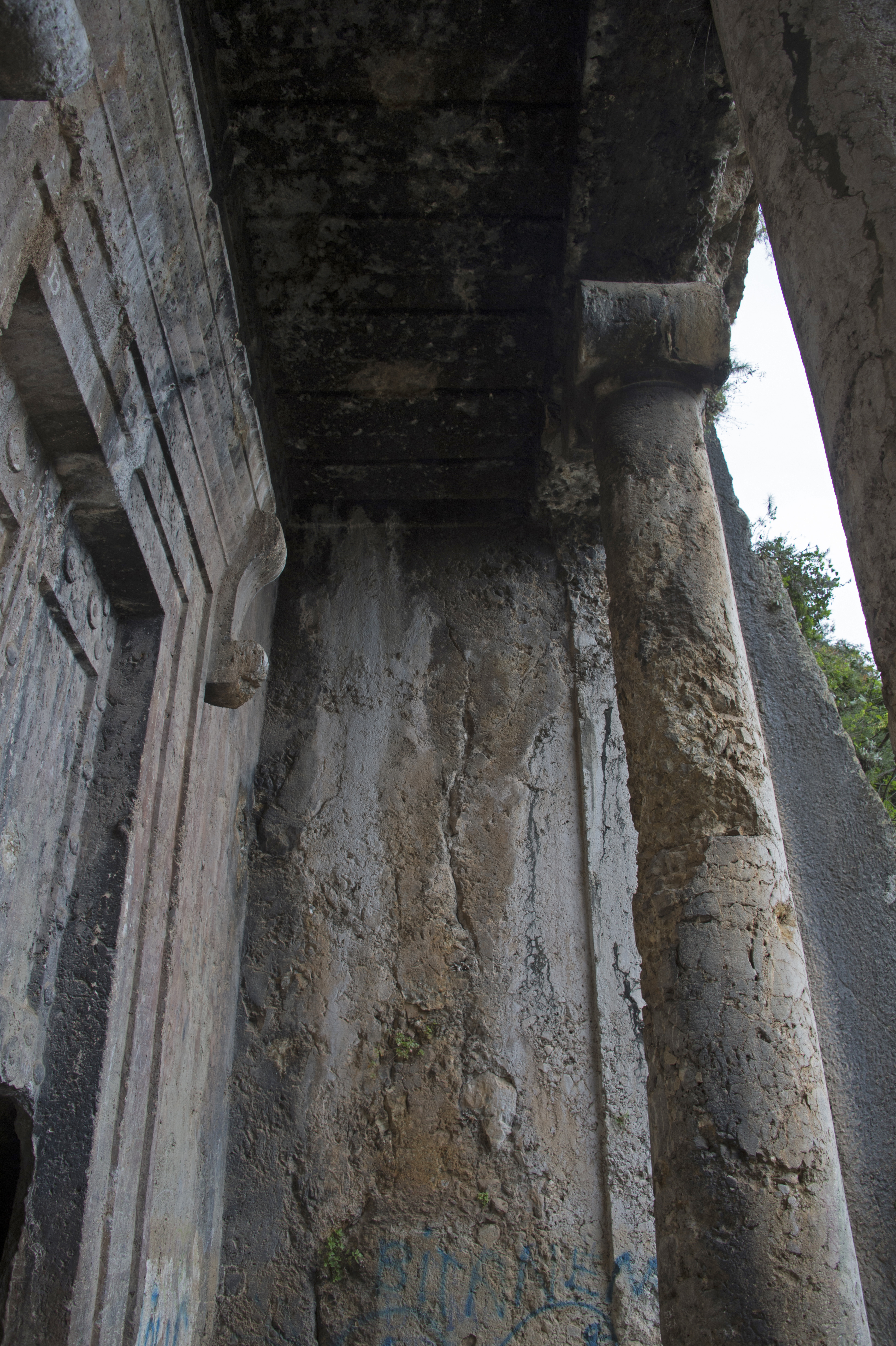
سنگ فتحیه مقبره آمینتاس
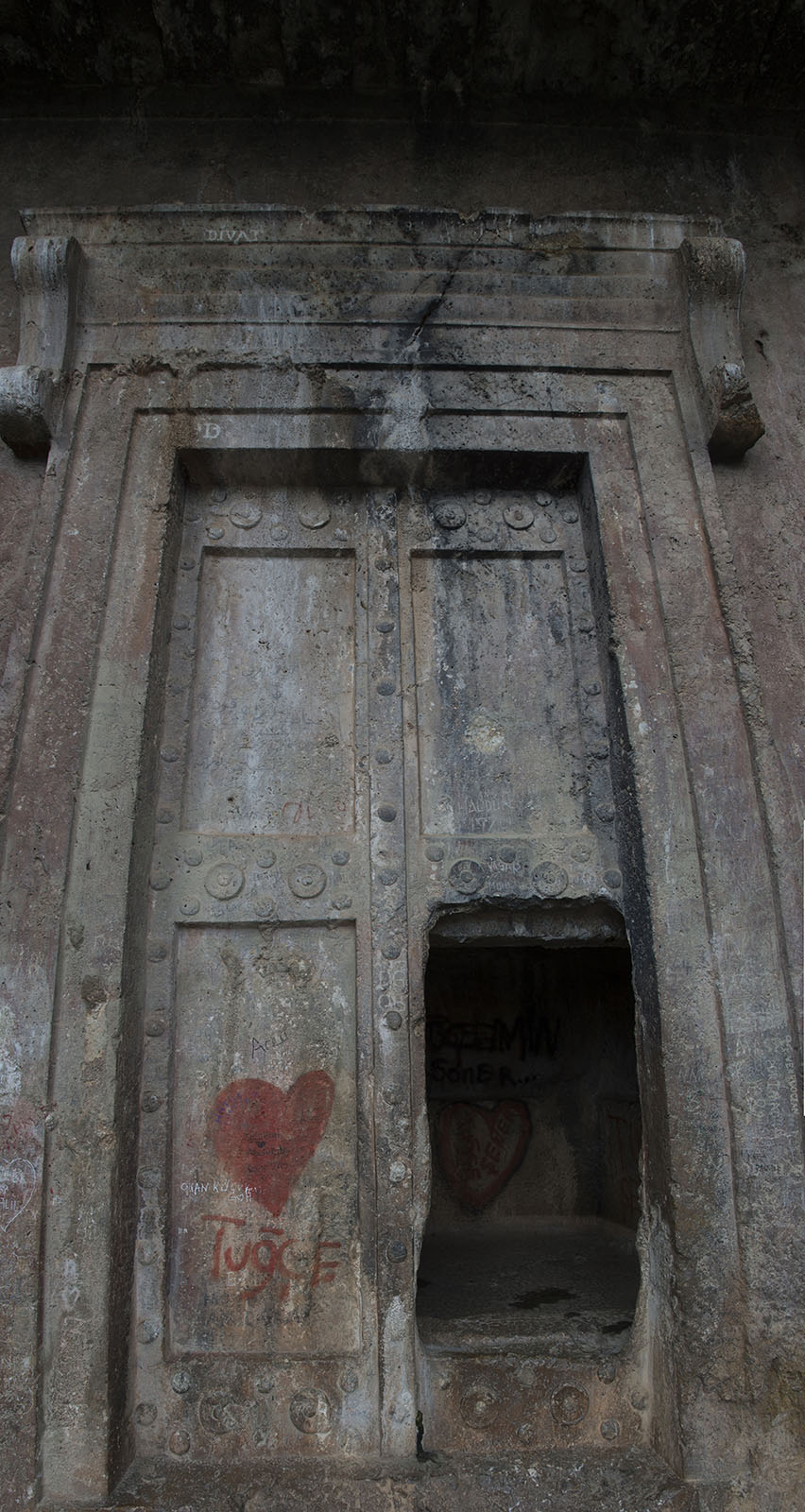
سنگ فتحیه آرامگاه درب آرامگاه آمینتاس
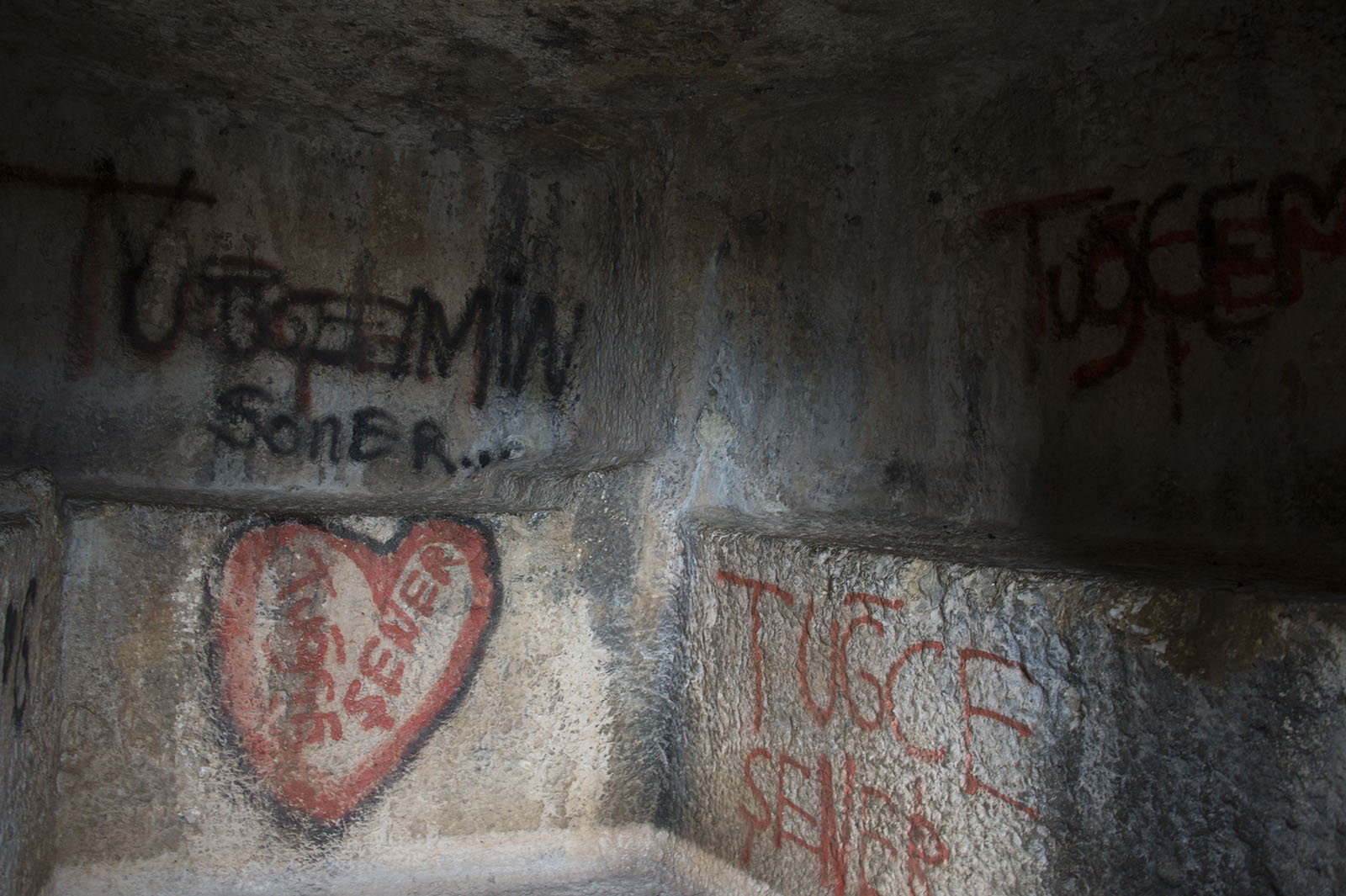
سنگ فتحیه مقبره